# Abraham Alewijn
Abraham Martijnszoon Alewijn (* 16. November 1664 in Amsterdam; † 4. Oktober 1721 in Batavia, heute Jakarta) war ein Jurist, Dramatiker, Dichter und Verfasser von Liedtexten.

## Leben
Alewijn entstammte dem Geschlecht Alewijn und wurde als Sohn von Martinus Alewijn (1634–1684) und Anna Hooftman (1641–1689) geboren. Er studierte Rechtswissenschaften in Leiden und Utrecht und promovierte 1685. Ab den 90er Jahren des 17. Jahrhunderts widmete er sich der Literaturwissenschaft und der Musik. 1704 heiratete er Sophia Beukers, mit der er ein Landhaus in 's-Graveland bezog. 1707 zogen sie nach Batavia (heute Jakarta in Indonesien), wo er erst als Kaufmann arbeitete und später eine Stelle als Schöffe übernahm und in den Justizrat aufgenommen wurde. Ab 1721 war er Staatsanwalt (Advocaat-Fiscaal) von Niederländisch-Indien.

## Werk
Alewijn wurde als Dramatiker vor allem für seine freimütigen Possen und Lustspiele bekannt. Sein „gut endendes Trauerspiel“ in fünf Akten Amarillis (1693) wurde in gekürzter Form aber mit gut 70 Arien von David Petersen unter dem Titel Oper oder Singspiel von Amarillis in musikalische Form gebracht. Seine Lustspiele wurden lange Zeit im Amsterdamer Stadttheater aufgeführt. Einige seiner Werke erschienen in gedruckter Form bei Erven van Lescailje in Amsterdam.
Alewijn gilt zusammen mit Cornelis Sweerts als der bedeutendste Liedtextverfasser seiner Zeit. Sie gaben eine Reihe Liederbücher heraus, die in mehreren Neuauflagen erschienen. Ihre Liedtexte wurden unter anderem durch die Komponisten David Petersen, Nicolaas Ferdinand le Grand, Hendrik Anders und Servaas de Konink in musikalische Fassung gebracht.

## Veröffentlichungen (Auswahl)

### Gedichtbände und Liederbücher
- Zede- en Harpzangen met eenige Mengeldichten, 1694
- Harderszangen, 1699
- Boertige en Ernstige Minnezangen, 1705
- Triomf der Batavieren, wahrscheinlich 1708

### Theaterstücke
- Amarillis, Bly-eindend Treurspel, 1693
- Bedrooge Woekeraar (Lustspiel), 1702
- Latona, of de verandering der Boeren in kikvorschen (Schwank (Satire) oder Operette), 1703
- J. Basnage's Groot Waerelds Tafereel (übersetzt aus dem Französischen), 1705
- Philippyn Mr. Koppelaar (Lustspiel), 1707
- Beslikte Swaantje en drooge Fobert (Lustspiel), 1714
- De Puiterveensche Helleveeg (Lustspiel), 1719
- Jan Los, of de Bedrogen Oostindiesvaer (Lustspiel), 1721
- einige Hirtenspiele

### Musik
- Orpheus Hellevaart om Euridice, Muziekspel (Oper)